# 雅克·蒂茨
雅克·蒂茨（法語：Jacques Tits，法語發音：[ʒak tits]；1930年8月12日—2021年12月5日），法國數學家，生於比利時于克勒，1974年入籍法國。他發表非常多的個人和合著文章，範圍廣泛，以代數為主。

## 生平
蒂茨得以發現數學，緣於他偷偷地到同是數學家的父親的藏書室取閱書籍。他年輕已才智超群，14歲就給準備報考法國高等師範學院的學生私人補習，20歲在布魯塞爾自由大學發表博士論文，其中已有他將來工作的精髓。
他自1962年至1964年任教於布魯塞爾自由大學，1964年到波恩大學任教至1974年，自1973年至1974年是法蘭西學士院副教授，自1975年任群論講座教授，至2000年退休。
他發明廈理論和BN對，於代數群（包括一些有限群）有用，尤其是定義在p進數上的群。

## 獎項和榮譽
蒂茨1996年獲得德國數學學會的康托爾獎，1993年獲得沃爾夫獎。2008年3月他和約翰·格里格斯·湯普森一同獲得阿貝爾獎。
他1979年起是法蘭西科學院院士。1988年成为荷兰皇家艺术与科学学院外籍院士。是挪威科学与文学院成员

## 外部連結
- 雅克·蒂茨在數學譜系計畫的資料。
- 約翰·J·奧康納; 埃德蒙·F·羅伯遜, ,  （英语）
- （法文）法蘭西科學院網站上的簡歷
- （法文）法蘭西學士院的簡要生平 （页面存档备份，存于）